# Symplocarpus nipponicus
Symplocarpus nipponicus är en kallaväxtart som beskrevs av Tomitaro Makino. Symplocarpus nipponicus ingår i släktet Symplocarpus och familjen kallaväxter. Inga underarter finns listade.